# Carolyn Cole
Carolyn Cole, ameriška fotografinja in fotoreporterka, * 24. april 1961, Boulder, Kolorado, ZDA.
Colova je kot fotoreporterka zaposlena pri časniku Los Angeles Times. Leta 2004 je za svoje prispevke o obleganju liberijske prestolnice Monrovie prejela Pulitzerjevo nagrado za reportažno fotografijo. 

## Življenje
Carolyn Cole je leta 1983 opravila magisterij iz fotoreportaže na Univerzi Teksasa. Svojo kariero je pričela leta 1986, ko so jo kot fotografinjo najeli pri časniku El Paso Herald-Post. Pri tem časniku je ostala do leta 1988. Zatem je dve leti delala za San Francisco Examiner, preden se je za dve leti preselila v Ciudad de Mexico, kjer se je preživljala kot svobodna fotografinja. V tem času je sodelovala z različnimi časopisnimi hišami, med drugim s časniki Los Angeles Times, Detroit Free Press in Business Week. Leta 1992 se je nato vrnila v domovino, kjer se je kot fotografinja zaposlila pri časniku The Sacramento Bee. Leta 1994 ji je uspel preboj k Los Angeles Timesu.
Leta 1994, ko se je tudi preselila k Timesu, je prejela veliko priznanj za svoje fotografije krize na Haitiju. Naslednje leto je znova požela veliko pohval, tedaj za svoje delo v Rusiji.
Leta 1997 se je znašla v središču pozornosti s svojimi slikami umirajočega bančnega roparja Emila Matasareanuja, ki je življenje izgubil v strelskem obračunu s policijo, ki ga je preko televizijskih sprejemnikov videla cela ameriška država. Prav njene fotografije so nato uporabili kot dokazno gradivo v tožbi pokojnikove družine zoper dva policista, ki naj bi po njihovem mnenju namenoma zavlačevala z zdravniško oskrbo Matasareanuju in njegovemu pajdašu. S svojimi slikami je tudi pomagala Timesu do Pulitzerjeve nagrade za prispevke o tem dogodku. Kasneje tistega leta jo je korporacija Times Mirror imenovala za novinarko leta.
Colova se je aprila 2000 znašla v navzkrižju z zakonom. Oblasti so jo namreč aretirala zaradi »metanja smrtonosnih izstrelkov« na pripadnike policije med protesti v miamijskem okrožju Little Havana, do katerih je privedla afera Elián González. Njeni tožniki so jo v obtožnici krivili poskusa ustvarjanja nastrojenega ozračja med množico, da bi s tem izvabila več šokantnih fotografij. Sodba je naposled zaradi pomanjkanja dokzov propadla.
Colova je leto 1999 preživela na Kosovu med tamkajšnjo krizo. Leta 2001 je nato dva meseca preživela v Afganistanu. Leta 2002 je prvič v karieri prejela nagrado Državnega združenja reportažnih fotografov (NPPA) za reportažno fotografinjo leta.
Istega leta je v Betlehemu spremljala obleganje Bazilike Jezusovega rojstva, ki so jo tedaj zavzeli palestinski vojaki. 2. maja je nato v zadnjem trenutku sprejela odločitev, da se pridruži skupini mirovnih aktivistov, ki so vstopili v cerkev solidarno skupaj s Palestinci. V zgradbi je ostala devet dni in v tem času Timesu posredovala več prispevkov. Med ljudmi v cerkvi je bila Colova edina fotoreporterka. S fotografijami si je prislužila nominacijo za Pulitzerjevo nagrado 2003. 
Sredi leta 2003 je odšla v Liberijo, kjer so uporniki obkolili prestolnico Monrovio. Uporniki so tedaj zahtevali odstop predsednika Charlesa Taylorja. Colova si je s prispevki iz Liberije v drugem poskusu le priborila Pulitzerjevo nagrado za leto 2004, z uradno utemeljitvijo »... za njene edinstvene poglede od znotraj na učinke državljanske vojne v Liberiji, pri čemer je posebno pozornost namenila nedolžnim civilistom, ki jih je spor zaobjel.« Leta 2003 je osvojila še nagrado Georga Polka za fotoreportažo.
Leta 2004 jo je NPPA še drugič imenoval za reportažno fotografinjo leta, kar si je prislužila s svojim delom v Liberiji in Iraku. Prav tako je osvojila nagrado Univerze v Missouriju za mednarodno reportažno fotografinjo leta. S tem je postala prva oseba, ki je v istem letu osvojila vse tri najprestižnejše nagrade v ameriški vrhunski reportažni fotografiji. Sredi leta je znova odpotovala na Haiti, kjer je pospremila padec režima Jean-Bertranda Aristida.
Colova je v letih 2003 in 2004 osvojila zlato medaljo Roberta Cape s strani združenja Overseas Press Club, leta 2004 je osvojila še dve nagradi World Press Photo.  Leta 2007 jo je NPPA še tretjič izbral za reportažno fotografinjo leta. 